# Alex Éric
Alex Éric (ur. 21 września 1990 w Matoury) – piłkarz, występujący w klubie US Matoury, reprezentant Gujany Francuskiej. 

## Kariera reprezentacyjna
W reprezentacji Gujany Francuskiej zadebiutował w 2016. Rozegrał łącznie osiem spotkań, zdobył jedną bramkę.

## Statystyki
| Reprezentacja Gujany Francuskiej | Reprezentacja Gujany Francuskiej | Reprezentacja Gujany Francuskiej |
| Rok                              | Mecze                            | Gole                             |
| -------------------------------- | -------------------------------- | -------------------------------- |
| 2016                             | 4                                | 0                                |
| 2017                             | -                                | -                                |
| 2018                             | 3                                | 1                                |
| 2019                             | 1                                | 0                                |
| Razem                            | 8                                | 1                                |